# サルタサウルス
サルタサウルス（Saltasaurus, 'サルタ〈アルゼンチンの地名〉の蜥蜴'の意）は、白亜紀後期の南米（アルゼンチン）に生息していた竜脚類の草食恐竜の属の一つである。

## 概要

スケール比較

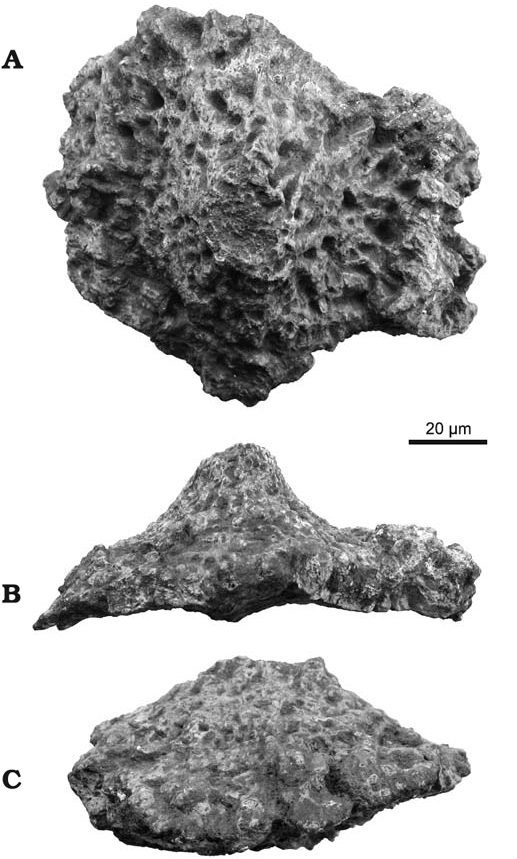
皮骨

背中には豆粒ほどの骨質の粒が皮膚を固め、所々にこぶし大ほどの骨板で装甲し、身を守ったといわれている。サルタサウルスが含まれるティタノサウルス類には、アンペロサウルスなど背中に装甲されたものが他にも確認されており、この仲間の恐竜には装甲を持つものが多かったと考えられている。